# Plaatselijke Politieke Alliantie
De Plaatselijke Politieke Alliantie (PPA) is een Nederlandse lokale politieke partij in de gemeente Sint-Michielsgestel in de provincie Noord-Brabant. Ze is opgericht in 1996 en niet gebonden aan landelijke partijen of organisaties.
De PPA is een politieke partij die zich richt op de lokale gemeenschap. Haar motto luidt dan ook totaal lokaal. De partij heeft geen ideologie. In 2006 leverde de gemeenteraadsverkiezingen 3 van de 21 raadszetels op. Bij de gemeenteraadsverkiezingen van 2010 behaalde de PPA 4 zetels. In 2018 behaalde de partij liefst zeven zetels.